# Herrenhaus Salzmünde

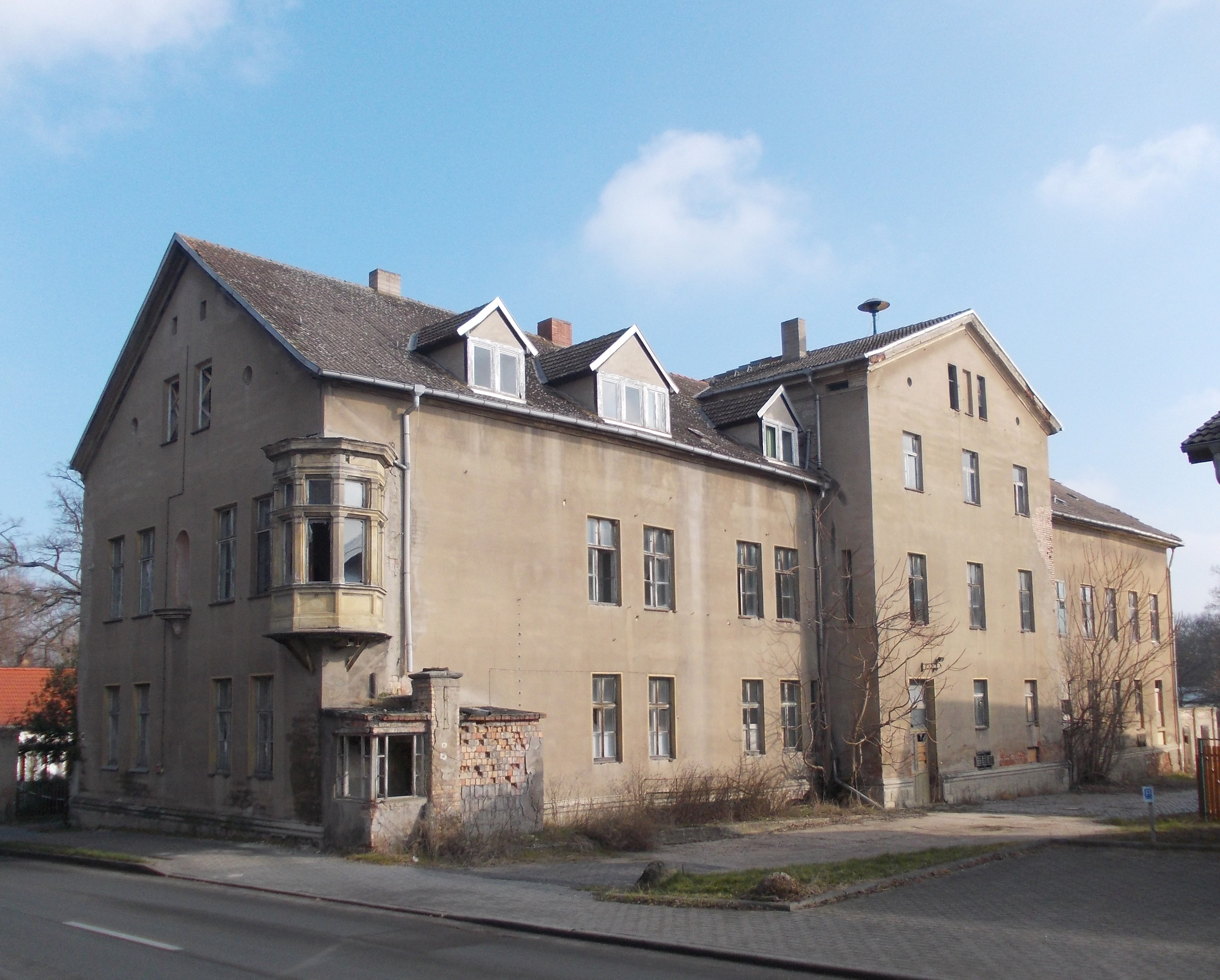
Herrenhaus Salzmünde (2014)

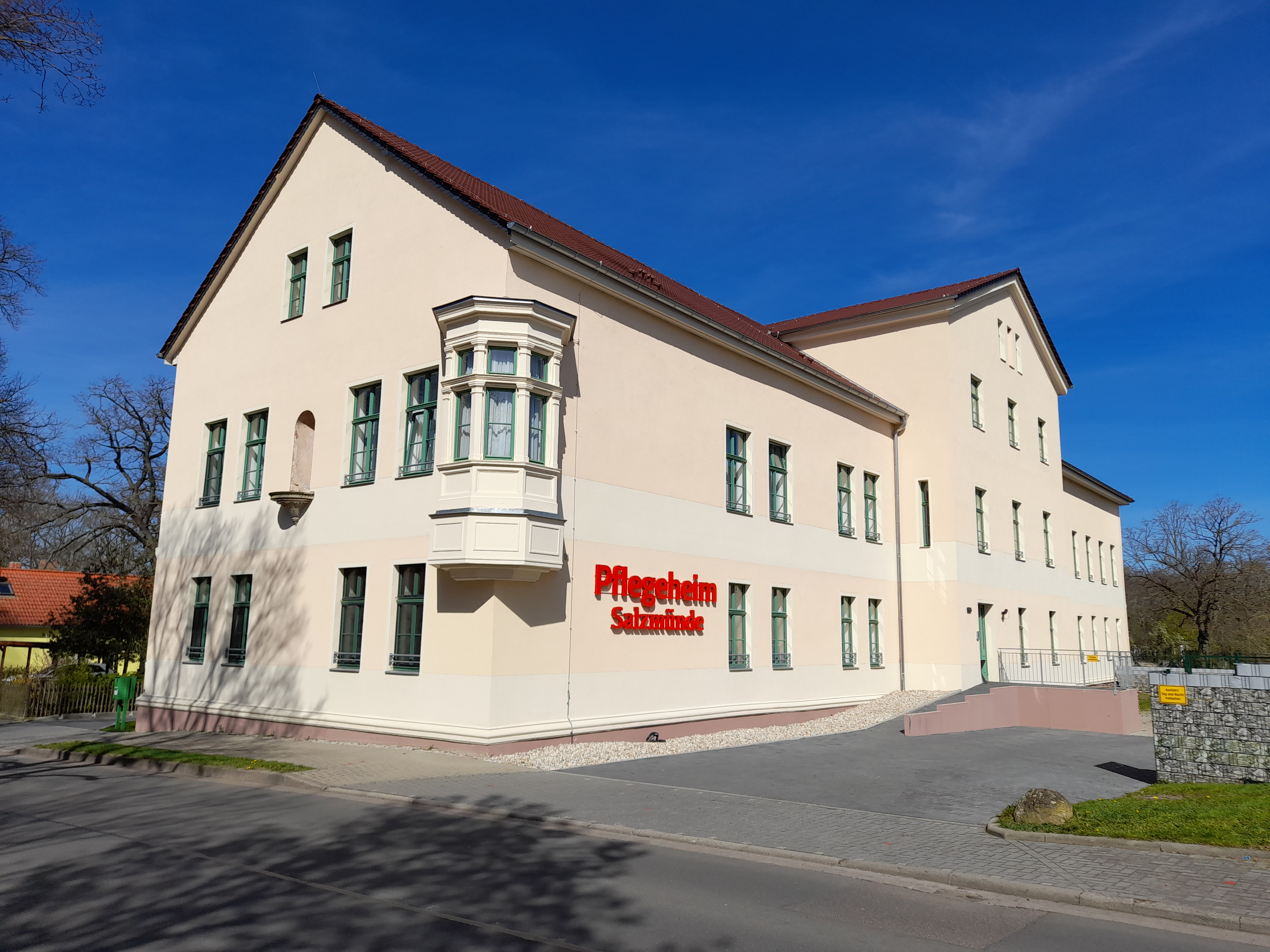
Ansicht 2022

Das Herrenhaus Salzmünde ist ein denkmalgeschütztes Bauwerk (Herrenhaus) im Ortsteil Salzmünde der Einheitsgemeinde Salzatal in Sachsen-Anhalt. Im örtlichen Denkmalverzeichnis ist es unter der Erfassungsnummer 094 55328 als Baudenkmal verzeichnet und gehört auch zum Denkmalbereich Ortskern mit der Erfassungsnummer 094 76800.

## Beschreibung
Salzmünde wurde stark durch den Unternehmer Johann Gottfried Boltze aus Gödewitz geprägt. Bei diesem Gebäude unter der Adresse Johann-Gottfried-Boltze Straße 9 handelt es sich um sein Wohnhaus. In anderen Orten wurden solche Häuser oft als Schloss bezeichnet, hier war dies nie der Fall. Das Gebäude mit Eckerker, Balkon, Risalit und Figurennische wirkt im Vergleich zu den benachbarten Firmengebäuden wie dem Speicher Salzmünde nordöstlich und der Zuckerfabrik südlich eher bescheiden. Es diente auch seinen Erben als Wohnsitz und wurde 1876 in der Allgemeinen Deutschen Biographie erwähnt. Erst sein Schwiegersohn Carl Wentzel zog später von Salzmünde nach Teutschenthal in ein Haus, das er eigens für seine lungenkranke Frau errichten ließ.
Das Herrenhaus wurde 2018 umfangreich saniert und zu einem Pflegeheim umgebaut. Es wird unter dem Namen Pflegeheim Salzmünde betrieben.